# Abu Dujana (Jemaah Islamiyah)
Abu Dujana (/ˈɑːbuː duːˈdʒɑːnə/ ⓘ AH-boo doo-JAH-nə; geboren Ainul Bahri in Cianjur, West-Java, 1968) was de militaire leider van Jemaah Islamiah van 2005 tot zijn arrestatie in juni 2007.
Sinds december 2007 staat hij terecht in Jakarta op beschuldiging van terrorisme. Hij zou een belangrijke rol hebben gespeeld bij verschillende terroristische bomaanslagen in Zuidoost-Azië, waaronder de bomaanslag op het Marriott Hotel in 2003 waarbij 12 mensen omkwamen en de bomaanslag op de Australische ambassade in 2004 waarbij 11 mensen omkwamen.
Abu Dujana spreekt vloeiend Arabisch en Engels. Hij zou naar Pakistan en Afghanistan gereisd zijn, waar hij wapentraining kreeg in trainingskampen van Al Qaeda en vocht met de mujahideen. In de jaren 90 verbleef hij ook in Maleisië, waar hij lesgaf op een islamitische school in Johor en Ali Ghufron ontmoette, die betrokken was bij de bomaanslagen op Bali in 2002. Abu Dujana heeft ook Noordin Mohammed Top ontmoet en onderdak geboden.
Abu Dujana werd JI-leider na de dood van bommenmaker Azahari Husin in 2005. Hij stond aan het hoofd van de militaire vleugel van JI en was in staat om bommen te maken en leden te werven. Hij zou twee partijen explosieven hebben aangeschaft en bewaard voor aanslagen tegen christenen en overheidsmedewerkers in Poso, Centraal-Sulawesi, Indonesië. De politie heeft de twee partijen explosieven in beslag genomen.